# Clubmoor
Clubmoor – dzielnica w Liverpoolu, w Anglii, w Merseyside, w dystrykcie Liverpool. W 2011 miejscowość liczyła 15 272 mieszkańców.